# Innab
Inab (arab. عناب) – miejscowość w Syrii, w muhafazie Hama. W 2004 roku liczyła 2774 mieszkańców.